# Lipănești
Lipănești község és falu Prahova megyében, Munténiában, Romániában.  A hozzá tartozó települések: Satu Nou, Șipotu és Zamfira.

## Fekvése
A megye középső részén található, a megyeszékhelytől, Ploieștitől, tizenöt kilométerre északra, a Teleajen folyó mentén. 

## Történelem
A község 1940-ben alakult meg, miután Lipănești, Șipotu és Satu Nou falvak elszakadtak a Prahova megyei Boldești községtől.
1950-ben közigazgatási átszervezés alapján, a Prahova-i régió Ploiești rajonjához került, majd 1952-ben a Ploiești régióhoz csatolták. 
1968-ban ismét megyerendszert vezettek be az országban, a község az újból létrehozott Prahova megye része lett. Ekkor került az irányítása alá Zamfira falu is, Măgurele községtől elcsatolva.

## Lakossága
| Nemzetiségek     | 2002 | 2002   |
| ---------------- | ---- | ------ |
| Románok          | 4824 | 95,18% |
| Romák            | 240  | 4,73%  |
| Magyarok         | 1    | 0,01%  |
| Egyéb            | 1    | 0,01%  |
| Nem nyilatkoztak | 2    | 0,03%  |
| Összesen         | 5068 | 100,0% |